# Cronotermostato
Il cronotermostato è un dispositivo per la regolazione della temperatura, in particolare in ambienti domestici, secondo un andamento prescelto nel tempo. 
I dispositivi di questo tipo sono costituiti da una scocca che contiene la parte circuitale di pilotaggio del dispositivo. La parte anteriore della scocca è generalmente rimovibile, per consentire la sostituzione delle batterie di alimentazione o per facilitare l'installazione dell'apparecchio. Sul lato frontale della scocca costituente superficie a vista della medesima sono montati un visualizzatore della temperatura e degli altri parametri di funzionamento nonché una tastiera per la programmazione del dispositivo. La temperatura nelle diverse fasce orarie è normalmente visualizzata tramite istogrammi. 

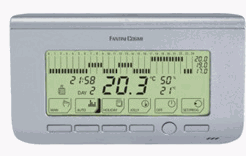
Un moderno cronotermostato.

## Uso in ambito domestico e risparmio energetico
Il principale beneficio ottenibile nell'utilizzo di uno o più cronotermostati nelle abitazioni, consiste nella possibilità di regolare la temperatura in diverse fasce orarie o in diverse giornate, con l'obiettivo di utilizzare il riscaldamento solo nei momenti di reale ed effettiva necessità.
L'utilizzo di più cronotermostati in un'abitazione consente di tenere ad esempio più fredda la zona notte durante il giorno e scaldarla solo a partire dalle ore serali. La discriminazione tra zone e diverse fasce orarie garantisce un rilevante risparmio energetico.

## Termostato Smart
Un termostato di tipo smart è in grado, oltre alla normale termoregolazione programmata su base oraria (giornaliera / settimanale), di adattare il funzionamento del generatore di calore su quella che è la caratteristica curva di riscaldamento dell'abitazione.
Ogni abitazione è diversa dall'altra, in base alla composizione delle pareti esterne, alla latitudine, alla tipologia dei terminali scaldanti, all'orientamento e a molti altri fattori, un termostato smart (grazie a complicati algoritmi interni) sarà in grado di ottimizzare il funzionamento del generatore di calore al fine di massimizzare il comfort abitativo e ridurre gli sprechi energetici.
Grazie alla connessione web è inoltre in grado di ricevere impulsi provenienti dal 'mondo esterno' come previsioni meteo, geo-localizzazione degli occupanti e comandi volontari tramite dispositivi mobili (smartphone, tablet, ecc.).